# Катастрофа C-130 в Кхамдыке
Катастрофа C-130 в Кхамдыке — крупная авиационная катастрофа, произошедшая 12 мая 1968 года при эвакуации беженцев в Кхамдыке (вьет. Khâm Đức) самолётом C-130B Военно-воздушных сил США, в результате которой погибли 155 человек. Самолёт был сбит зенитным огнем Вьетнамской народной армии. 
На момент событий это была крупнейшая авиакатастрофа в истории человечества (более крупная катастрофа произошла спустя три с лишним года — 30 июля 1971 года, когда в столкновении над Сидзукуиси погибло 162 человека). Авиакатастрофа остаётся одной из двух крупнейших в истории Вьетнама наравне с катастрофой C-5 под Таншоннятом в 1975 году.

## Катастрофа

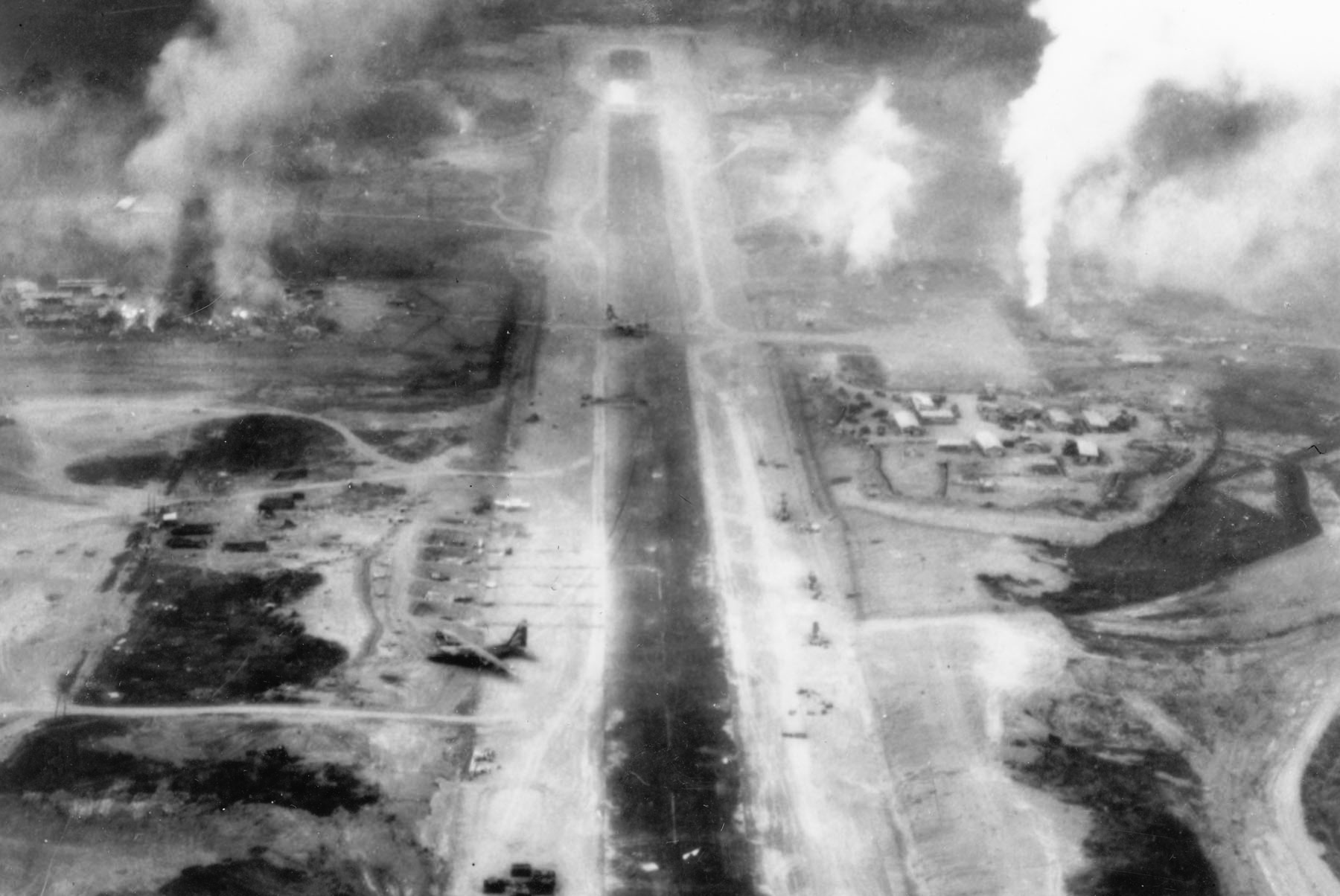
Аэродром Кхамдык в 1968 году

11 мая в ходе битвы за Кхамдык (территория современного уезда Фыокшон, провинция Куангнам) американские войска оказались блокированы северовьетнамской армией и вьетнамскими партизанами на аэродроме Кхамдык. Утром 12 мая партизанам удалось сбить вертолёт CH-47, который, упав, заблокировал взлётно-посадочную полосу. К 10 часам полосу удалось очистить, но к тому времени партизаны успели занять ключевые высоты вокруг аэродрома, что позволяло им обстреливать прибывавшие и улетавшие самолёты. Тем не менее в таких условиях на аэродроме приземлились С-130, которому при посадке была пробита одна из шин, а также C-123, который затем сумел вылететь. Всего к 11:10 было эвакуировано 145 человек. Экипажи ещё трёх C-130 при подходе к аэродрому приняли решение не совершать посадку.
Во второй половине дня C-130 возобновили полёты к аэродрому. В 15:25 в Кхамдыке приземлился C-130B с бортовым номером 60-0297 (заводской — 3600, выпущен в феврале 1961 года). Пилотировал его экипаж, командиром которого был майор Бернард Л. Бюхер (англ. Bernard L. Bucher). Несмотря на вражеский огонь, самолёт приземлился с южной стороны. Согласно заявлениям американской стороны, военнослужащих США и Южного Вьетнама среди эвакуирующихся не было: «вьетнамские беженцы, преимущественно женщины и дети, бросились в самолёт, ища на нём спасения. Всего на борту находились 155 человек: 150 беженцев и 5 членов экипажа» (по другим данным — 149 беженцев и 6 членов экипажа). После того, как C-130 был заполнен, командир принял решение взлетать в сторону севера, не зная, что основные силы армии Северного Вьетнама сосредоточились именно в этом районе. Примерно в 16:00 самолёт взлетел с аэродрома и начал было набор высоты, как тут же был подбит, после чего, потеряв управление, упал в миле от торца полосы и полностью разрушился. Все 155 человек на борту погибли.
Экипаж второго C-130 под командованием подполковника Уильяма Бойла, увидев катастрофу самолёта Бюхера, принял решение взлетать в юго-западном направлении. Несмотря на то, что самолёт также был атакован, повреждения на сей раз оказались не критичными, и борт сумел приземлиться в близлежащем Чулае.
На момент событий катастрофа C-130 в Кхамдыке являлась крупнейшей авиакатастрофой в мире. Также на 2015 год она остаётся крупнейшей авиакатастрофой во Вьетнаме (наравне с катастрофой C-5 под Таншоннятом в 1975 году).